# Flora Nordica
Flora Nordica är ett planerat och delvis färdigt bokverk som syftar till att ge en vetenskaplig dokumentation av kärlväxtfloran i de nordiska länderna.
Utgivningen genomförs som ett samnordiskt projekt och skall resultera i en engelskspråkig flora omfattande Danmark, Finland, Island, Norge och Sverige, inklusive Färöarna, Svalbard och Jan Mayen. Alla vilda kärlväxter skall behandlas, även tillfälliga. Floran skall ge en syntes av allt man vet om varje art och även vad som bör bli föremål för framtida forskning.
Verket planeras bestå av 15 delar, varav 4 hittills (2020[uppföljning saknas]) utkommit, nämligen en allmän introduktionsdel och del 1, 2 och 6. Närmast i tur att publiceras är del 3 och 12. Då ett preliminärt manuskript är klart sker faktagranskning på internet.
Initiativtagare är Bengt Jonsell. Det finns en ledningsgrupp med deltagare från de olika nordiska länderna, och ett stort antal personer medverkar som författare och granskare. Projektet är baserat på Naturhistoriska Riksmuseet i Stockholm.
Projektet har tidigare finansierats av Bergianska stiftelsen samt forskningsrådet Formas. För närvarande saknar projektet långsiktig finansiering.